# Especie en peligro (álbum)
Especie en peligro es el segundo álbum de estudio del cantante puertorriqueño Funky. Contenía la participación de Triple Seven, Manny Montes, 7th Poet y Roberto Orellana, además de una remezcla de su tema «Dale la mano» y una nueva versión del sencillo de 1995 de Vico C, la canción «Necesitamos de Él». Además del CD, contenía un DVD con un mini concierto realizado en Rusia y algunos vídeos oficiales de su álbum Funkytown.
En 2004, ganó el galardón a Mejor álbum de rap/hip hop y estuvo nominado al Mejor diseño de portada en los Premios Arpa y fue catalogado como el Álbum urbano del año en los Premios AMCL.

## Lista de canciones
| N.º | Título                                         | Escritor(es)                           | Productor(es) | Duración |  |
| 1.  | «Introducción»                                 | Luis Marrero                           | Funky         | 0:54     |  |
| 2.  | «Tiene que correr (con 7th Poet)»              | Luis Marrero, Roberto Candelario Jr    | Funky         | 3:47     |  |
| 3.  | «Pon atención»                                 | Luis Marrero                           | Funky         | 3:34     |  |
| 4.  | «Interludio (Noticias)»                        |                                        | Funky         | 0:57     |  |
| 5.  | «Especie en peligro»                           | Luis Marrero                           | Funky         | 3:59     |  |
| 6.  | «Mi maestro (Coros: Oscar Negrón)»             | Luis Marrero                           | Funky         | 4:09     |  |
| 7.  | «Que siga la fiesta»                           | Luis Marrero                           | Funky, Lui    | 3:56     |  |
| 8.  | «Anoche llegaste tarde (con Roberto Orellana)» | Luis Marrero, Roberto Orellana         | Funky         | 3:43     |  |
| 9.  | «Necesitamos de Él»                            | Luis Lozada                            | Funky         | 3:41     |  |
| 10. | «El que nunca falla (con Triple Seven)»        | Luis Marrero, Abiel Rosado, Edgar Díaz | Funky         | 3:52     |  |
| 11. | «Nuevamente en escena (con Manny Montes)»      | Luis Marrero, Emmanuel Rodríguez       | Funky         | 3:50     |  |
| 12. | «Hasta el final»                               | Luis Marrero, Rafael Olmeda            | Funky, Lui    | 4:08     |  |
| 13. | «Tiene que correr [Remix] (con 7th Poet)»      | Luis Marrero, Roberto Candelario Jr    | Funky         | 3:54     |  |
| 14. | «Dale la mano [Remix]»                         | Luis Marrero                           | Funky         | 4:05     |  |
| 15. | «Unidos (Triple Seven)»                        | Abiel Rosado, Edgar Díaz               | Funky         | 3:39     |  |

## Lista de vídeos
| 1 | Video Clips: Mi Maestro/Funkytown                                                   | Funky |
| 2 | Desde Rusia - Concierto en Vivo: Que Siga la Fiesta/Hasta el final/Tiene que correr | Funky |
| 3 | Video - Biografía                                                                   | Funky |
| 4 | Detrás de la Cámara - Video: Funkytown                                              | Funky |
| 5 | The Making of "Especie en Peligro" Album                                            | Funky |